# Rue Louis-Deffès
La rue Louis-Deffès (en occitan : carrièra Louis Deffes) est une voie publique de Toulouse, chef-lieu de la région Occitanie, dans le Midi de la France. Elle se situe dans le quartier Saint-Georges, dans le secteur 1 - Centre.

## Situation et accès

### Voies rencontrées
La rue Louis-Deffès rencontre les voies suivantes, dans l'ordre des numéros croissants :
1. Rue Paul-Vidal
2. Rue Renée-Aspe

### Transports
La rue Louis-Deffès n'est pas directement desservie directement par les transports en commun Tisséo. Elle se trouve cependant à proximité immédiate de la place Saint-Georges, traversée par la navette Ville. Elle est également proche des stations Capitole et Esquirol de la ligne de métro  et de la station François-Verdier de la ligne . Les arrêts de bus les plus proches, rue de Metz, sont desservis par les lignes de Linéo L7L9 et par les bus 1444. 
Une station de vélos en libre-service VélôToulouse se trouve dans une rue voisine : la station no 8 (19 rue Paul-Vidal).

## Odonymie
Depuis 1936, le nom de la rue rend hommage à Louis Deffès (1819-1900), compositeur toulousain, auteur de la célèbre Tolosenca et directeur du conservatoire de la ville. Au XVe siècle, la rue était connue comme la rue de la Mota, parfois francisé en la Motte, du nom d'un habitant du quartier, probablement Jean de la Mota qui tenait une auberge à l'entrée de la rue d'En-Pé-Roy (emplacement de l'actuel no 5 rue Alexandre-Fourtanier). Aux XVIIe et XVIIIe siècles, la rue est connue comme la rue du Loup, par déformation du nom de Jean de Saint-Loup, marchand et capitoul en 1470 et en 1490, qui possédait un hôtel particulier dans la rue (emplacement des anciens no 5-7, au-devant de l'actuel no 6). En 1794, pendant la Révolution française, elle devient la rue Bonheur, mais ce nom n'est pas conservé. En 1849, à la demande des habitants, la municipalité lui donne le nom de rue Traversière-Saint-Georges.

## Histoire
Au Moyen Âge, la rue de la Mota appartient au capitoulat de Saint-Étienne. Ce n'est qu'une ruelle étroite, au cœur du quartier des Clottes, un des quartiers les plus pauvres de la ville, qui s'organise autour de la place des Clottes (emplacement de l'actuelle place Occitane). Elle avait un parcours différent de la rue actuelle, puisqu'elle s'étendait de la rue des Bœufs (actuelle rue Paul-Vidal) à la rue des Clottes (actuelle rue des Pénitents-Blancs). Elle est, comme les rues voisines, principalement construites de maisons en corondage, régulièrement touchées par les incendies, et peuplée d'artisans. Parmi eux se distingue au milieu du XVIe siècle le pâtissier Antoine Roux, père d'Antoinette Roux ou de Rous, l'épouse du sculpteur de l'architecte Nicolas Bachelier (ancien no 3, face à l'actuel no 4). Au milieu du XVIIIe siècle, le sculpteur François Lucas habite une petite maison de la rue (ancien no 13, face à l'actuelle rue Renée-Aspe). Un peu plus loin, habite le sculpteur Marc Arcis (anciens no 20-24, emplacement de l'actuelle promenade des Capitouls).
Au XIXe siècle, la plupart des maisons sont reconstruites (actuel no 4). Mais les transformations les plus profondes interviennent dans la deuxième moitié du XXe siècle. Dans les années 1950, la municipalité souhaite transformer radicalement et complètement le quartier des Clottes, qui reste l'un des plus insalubres du centre-ville, et organise un plan de renouvellement urbain pour un nouveau quartier Saint-Georges. La rue est amputée de la partie est, où s'élèvent les constructions de la place Occitane et de la promenade des Capitouls, mais elle est reliée à la nouvelle rue Renée-Aspe. Dans le cadre de la dernière tranche de travaux, un nouvel immeuble est élevé en 1974 à l'angle de la rue Renée-Aspe par Jean-Pierre Pierron (actuel no 6-10).